# Kapos-Zselic kertváros
Kapos-Zselic kertváros (Zselickertváros) Kaposvár egyik déli városrésze. Donner, Kaposhegy és Töröcske között helyezkedik el a Zselic lankáin. A Zselici úton (67-es út) és a Bartók Béla utcán közelíthető meg, illetve földúton Zselickislak irányából. Többségében gazdasági épületekkel beépített, de az utóbbi 20 évben állandóan lakott egykori zártkerti terület, maximum 60 m²-es épületnagyságokkal, garázs nélkül. Kaposvár egyik kellemes, a kiköltözők által felújított, beépített része. A településrész közművesítettsége részleges. Utcáit virágokról, gyümölcsökről és állatokról nevezték el.

## Szabadidő
- Túra a környéken: nyugat felé a Töröcskei-parkerdő terül el (benne a Cserkész-forrás és a Spanyol-forrás), keletre a Gyertyános-völgy, turistaházzal és szintén két forrással (Négytestvér-forrás és Kőér-forrás).
- Lovaglás a Gyertyános-völgyben.

## Tömegközlekedés
A kertváros az alábbi helyi járatú busszal közelíthető meg:
| Járatszám | Útvonal                                                                             |
| --------- | ----------------------------------------------------------------------------------- |
| 14        | Helyi autóbusz-állomás - Berzsenyi u. felüljáró - Kapos-Zselic kertváros - Töröcske |